# Tour des Azzoguidi
La Tour des Azzoguidi ou Tour Azzoguidi (en italien : Torre degli Azzoguidi ; également appelée Torre Altabella) est l'une des quelque vingt tours nobles qui existent encore dans le centre historique de Bologne. On l'appelle aussi Altabella pour sa hauteur et sa verticalité parfaite, ainsi que pour son élégance. La rue où se trouve actuellement la tour, à côté de la cathédrale de Bologne, s'appelle Altabella en l'honneur de ce surnom.

## Structure
Érigée dans la seconde moitié du XIIe siècle, elle mesure 61 mètres de haut, ce qui en fait la deuxième tour la plus haute de Bologne après la tour des Asinelli. Par le passé, elle était d'ailleurs probablement encore plus élevée, comme en témoignent à la fois l'épaisseur considérable des murs à la base (environ 2,28 mètres), et la présence d'une fenêtre coupée du toit actuel.
La base de la tour est recouverte de 10 rangées de parallélépipèdes en sélénite, tandis qu'à environ 28 mètres au-dessus du sol se trouve un évidement qui réduit le côté et rationalise considérablement la structure. La porte d'entrée est surmontée d'un arc ogival en pierre de taille de sélénite, avec deux étroites bordures décoratives.
La tour, avec celles des familles Galluzzi et Prendiparte, faisait partie de la triade des maisons-tours médiévales. Les trois familles étaient Guelfes et leurs tours respectives étaient situées à des endroits clés de la ville.

## Histoire

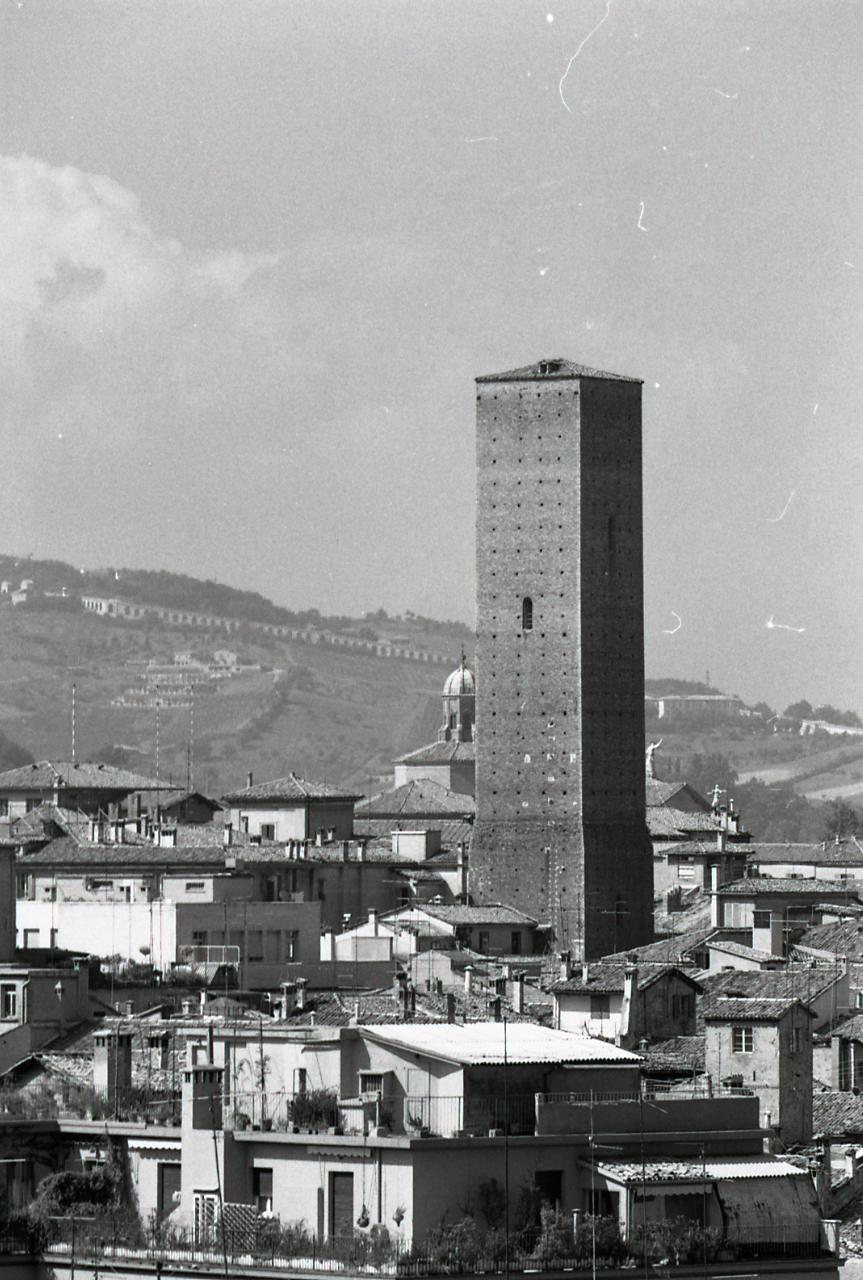
La tour, photographiée par Paolo Monti en 1972 (Fondo Paolo Monti, BEIC).

La famille Azzoguidi apparaît dans les chroniques de Bologne à partir de l'an 1228. Ils étaient du côté des Guelfes, mais étaient peu impliqués dans les luttes de factions qui affectaient la ville au Moyen Âge. Ils comptent parmi leurs représentants divers ambassadeurs et dirigeants, notamment aux XIVe et XVe siècles, mais aussi quelques hommes de science (dont Baldassarre, qui fut le premier imprimeur bolonais). Les Azzoguidi possédaient une autre tour, aujourd'hui disparue mais dont il reste des vestiges enfouis, dans l'actuelle Via Oberdan, à l'angle avec la place de San Simone.
Quand, au XVe siècle, la famille s'éteignit, la propriété passa aux Muzzarelli. Au XIXe siècle, la base en sélénite de la tour est adaptée pour abriter une boutique. La porte d'origine a été agrandie et l'épaisseur des murs intérieurs a été réduite pour créer de l'espace, compromettant grandement la stabilité du bâtiment. Dans les  années 1950, cependant, une restauration a permis sa consolidation. Aujourd'hui, la tour abrite encore une petite boutique d'horlogerie.

Vues de la tour.
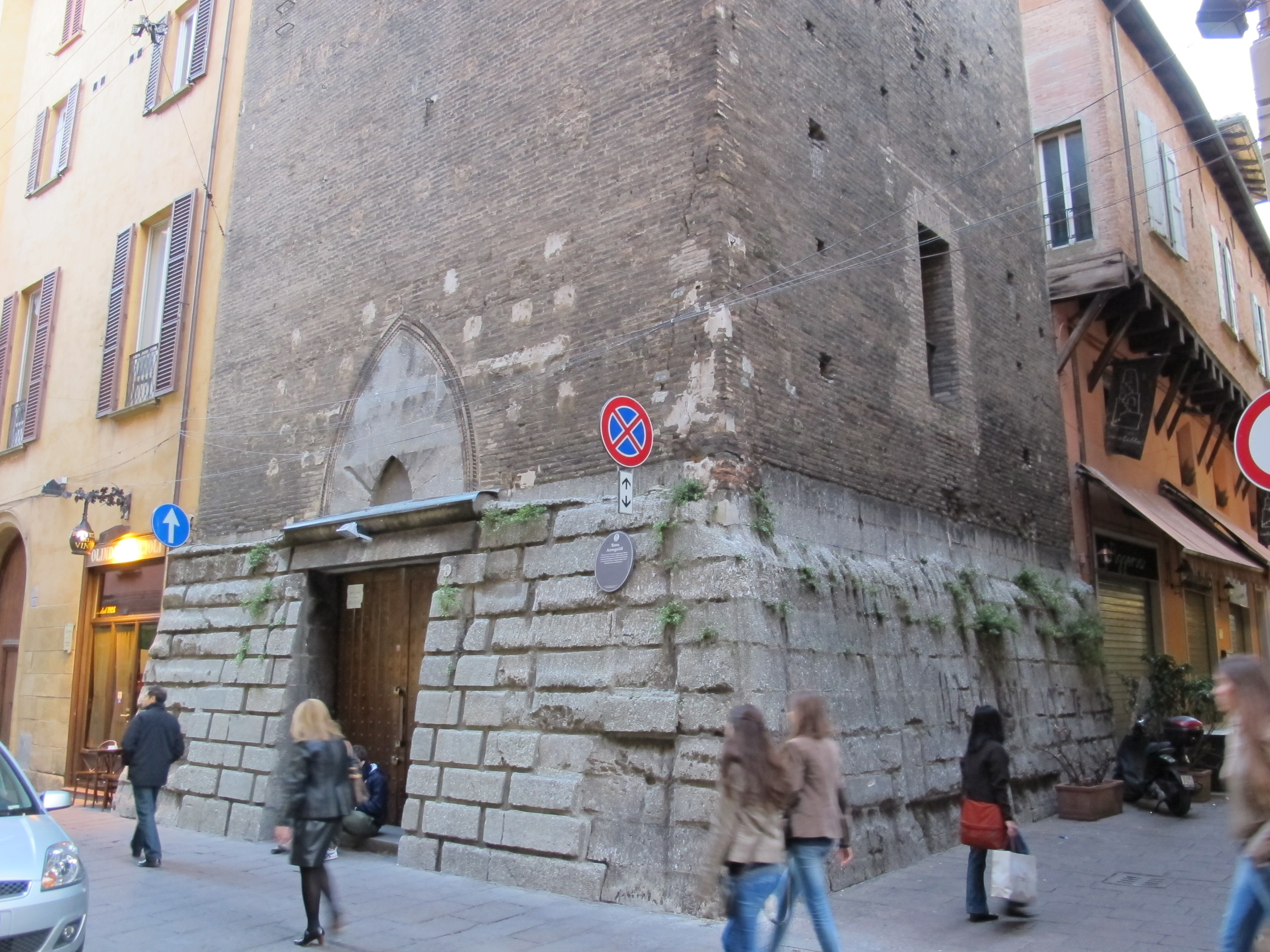
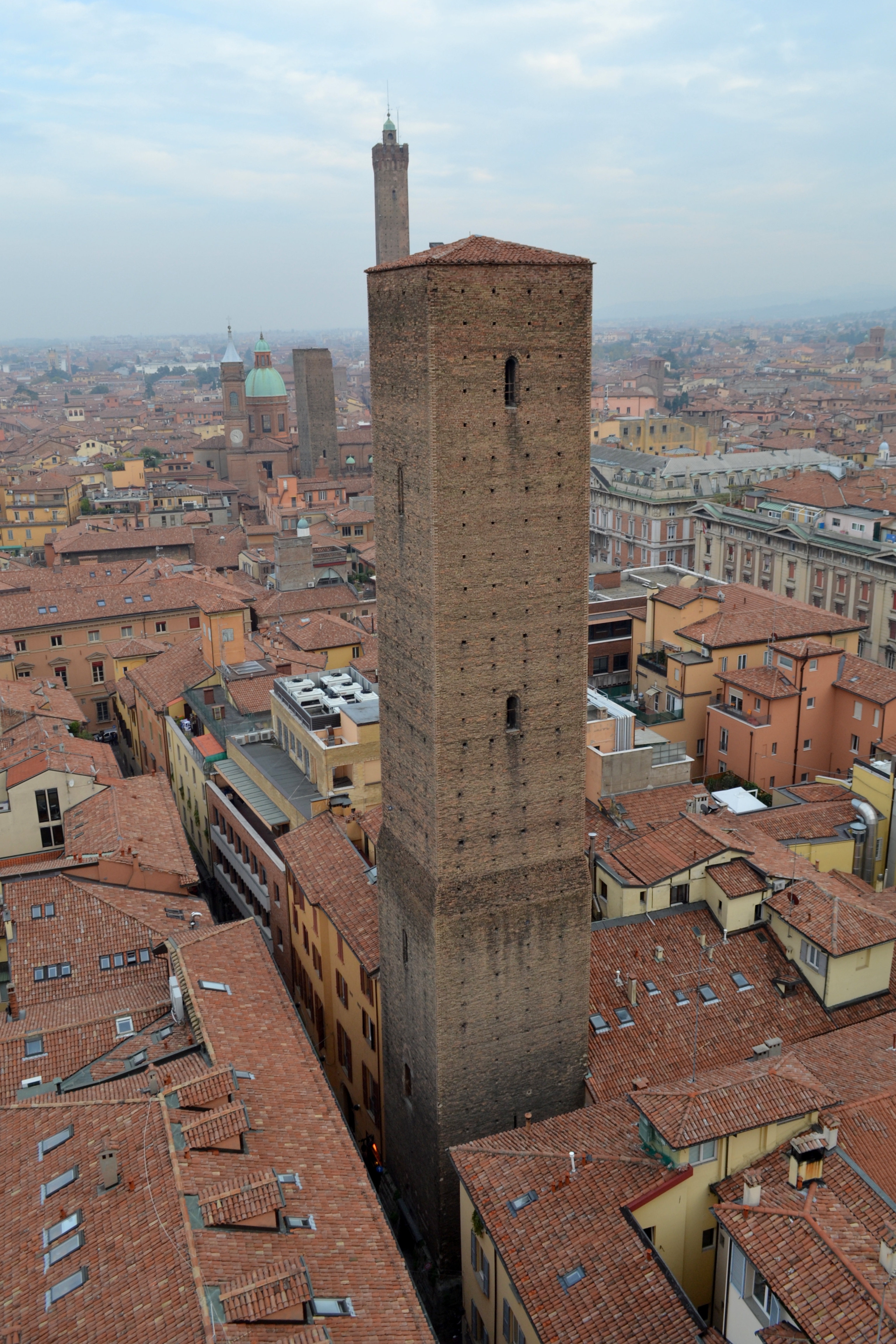
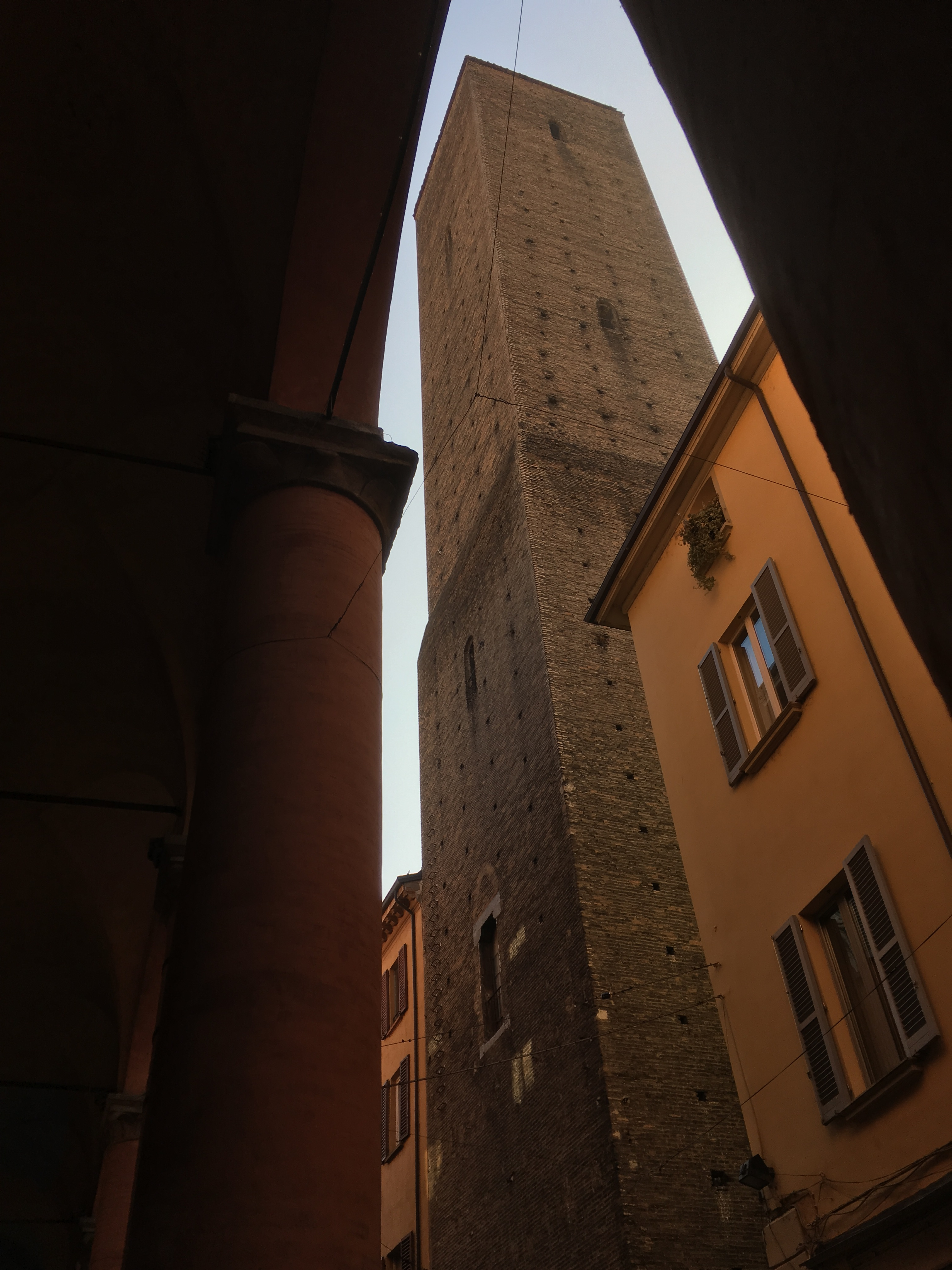